# Panagiá
Panagiá (Kato Akrovounion, Kato Akrovouni, Panagia) är en ort i Grekland.   Den ligger i prefekturen Nomós Kaválas och regionen Östra Makedonien och Thrakien, i den nordöstra delen av landet, 300 km norr om huvudstaden Aten. Panagiá ligger 249 meter över havet och antalet invånare är 655.
Terrängen runt Panagiá är varierad, och sluttar österut.Runt Panagiá är det ganska glesbefolkat, med 47 invånare per kvadratkilometer. Närmaste större samhälle är Kavála, 14,6 km öster om Panagiá. I omgivningarna runt Panagiá växer i huvudsak blandskog.